# Pabellón de Perú
El pabellón de Perú de 1929 se encuentra en Sevilla, estando localizada su fachada principal en la avenida de Chile y las otras tres en las de Uruguay, Perú y María Luisa.

## Historia

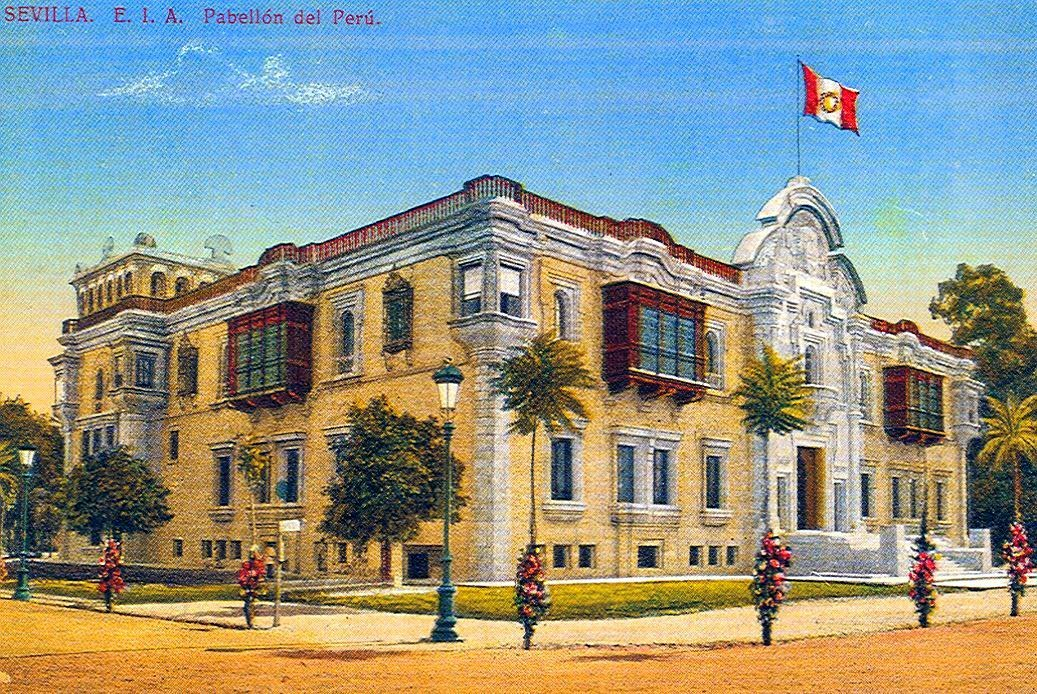
Postal de 1929

Se creó con motivo de la Exposición Iberoamericana del año 1929. Fue construido a partir del proyecto diseñado por el arquitecto Manuel Piqueras Cotolí (Lucena en 1886-Lima, 1937), el pabellón se concibe como una obra con fuertes caracteres mestizos y coloniales, mezcla de las raíces españolas y de las culturas prehispánicas peruanas.

## Edificio
En su composición el autor incluye algunos elementos de la arquitectura colonial española como son las hermosas y amplias balconeras cerradas de madera tallada, voladas en fachada, junto con otros igualmente vistosos como es su elegante portada en piedra, inspirada en la de la Escuela de Bellas Artes de Lima, diseñada también por él mismo en fecha anterior.
El edificio del pabellón de Perú de Sevilla, con dos y tres plantas de altura más ático sobre una de las esquinas, se construye en ladrillo visto de color claro combinando con algunos tramos realizados en piedra primorosamente tallada, que además se usa para remarcar los huecos de fachada, los balcones de esquina volados, y en la composición de la suntuosa portada principal.
Ésta, situada al final de una amplia grada y en dos plantas de altura, se enmarca entre un laborioso y estudiado entramado de líneas quebradas que rodean sus huecos principales, y se presenta coronada por amplios elementos curvos que sobresalen por encima de la fachada a modo de frontones partidos de aire colonialista y barroco, donde incluye sendos escudos y distintas decoraciones con motivos indigenistas.

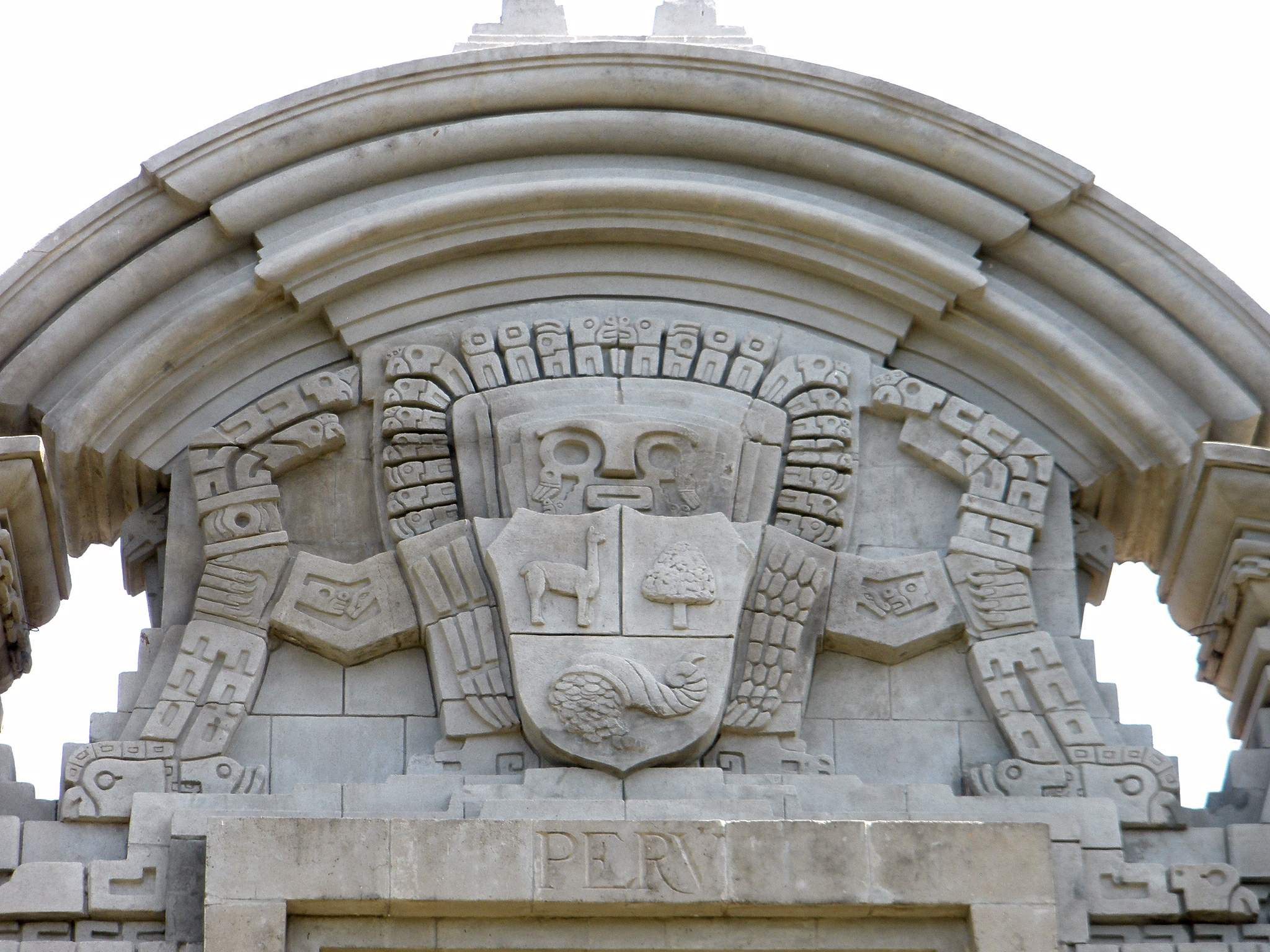
Detalle del relieve en el frontispicio, con el escudo de armas del Perú y una representación del dios Viracocha

### Uso posterior
El edificio tiene un uso compartido, siendo la sede del Museo Casa de la Ciencia de Sevilla  —anteriormente lo era de la Estación Biológica de Doñana— del Consejo Superior de Investigaciones Científicas (CSIC), y también es la sede del Consulado de Perú.